# Ancistroceroides domingensis
Ancistroceroides domingensis är en stekelart som först beskrevs av Joseph Charles Bequaert och Henry Salt.
Ancistroceroides domingensis ingår i släktet Ancistroceroides och familjen Eumenidae. Inga underarter finns listade i Catalogue of Life.